# Filippo San Martino di Agliè

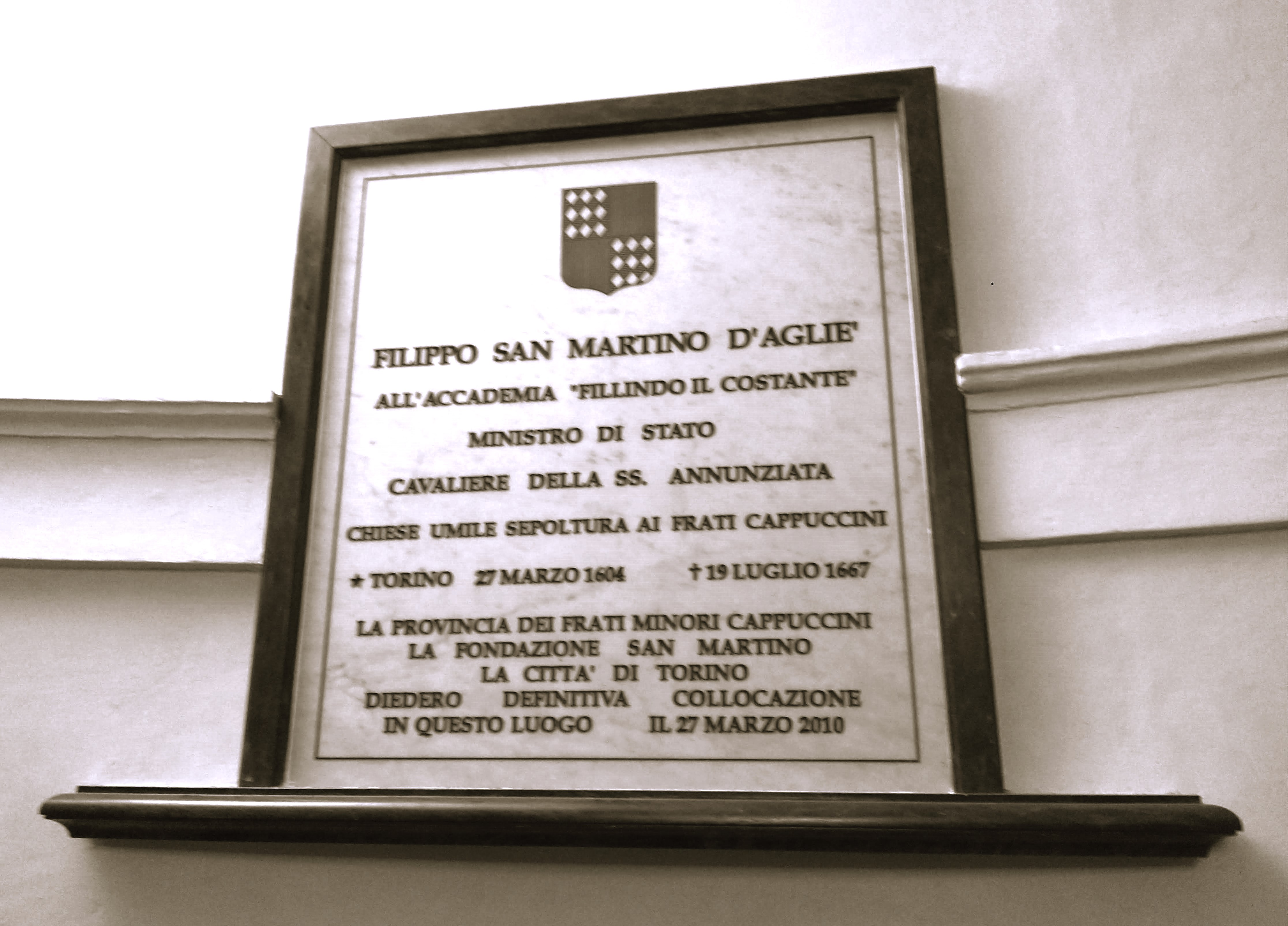
Tablica w kościele Santa Maria al Monte dei Cappuccini w Turynie

Filippo San Martino di Agliè (ur. 27 marca 1604 w Turynie, zm. w początku sierpnia 1667 tamże) – włoski (sabaudzki) wojskowy, polityk, kompozytor, dramatopisarz, poeta i choreograf.

## Życiorys
Już w młodym wieku poświęcił się karierze wojskowej, wyróżniając się w wojnach z Genuą, wojnie o sukcesję mantuańską, pod Monferrato i w oblężeniu Verrua w 1625. Od 1627 do 1630 był w służbie kardynała Maurycego Sabaudzkiego. Znajomość z tym wykształconym duchownym zaowocowała zainteresowaniem epistolografią, które trwało u niego przez całe życie. W 1630 mianowano go porucznikiem, a w 1631 chorążym kompanii pancernej gwardii Wiktora Amadeusza I. Po śmierci tego władcy, został mianowany gubernatorem cytadeli turyńskiej (1638) i odtąd faktycznie kierował wraz z księżną Księstwem Sabaudzkim. Ludwik XIII zaproponował mu stopień feldmarszałka, ale odmówił, zawsze na pierwszym miejscu stawiając interesy Księstwa. Odrzucił też inne francuskie awanse wojskowe. W oczekiwaniu na wygaśnięcie ligi z Francją, od listopada 1637 podejmował próby zbliżenia z Hiszpanią, udaremnione przez Francuzów. Ostatecznie został zmuszony do odnowienia ligi z Francją, co miało miejsce 3 czerwca 1638 oraz osobistego kierowania operacjami przeciwko Hiszpanom. Mimo tego prowadził przez długi czas tajne negocjacje z Madrytem. Kardynał Richelieu uważał go za jedną z głównych przeszkód w swojej polityce piemonckiej.
Po ponownym zajęciu Turynu przez Francuzów został 30 grudnia 1640 aresztowany i deportowany – najpierw do Pinerolo, a następnie do Francji. Wypuszczono go 30 grudnia 1642, tuż po śmierci Richelieu.
Wkrótce powrócił na dwór i został mianowany kapitanem gwardii młodego Karola Emanuela II, następnie generałem feldmarszałkiem (8 września 1646), a w końcu superintendentem finansów (1646). Po objęciu tronu przez Karola Emanuela II potwierdzono wszystkie jego urzędy. W czerwcu 1648 odznaczono go orderem Gran Collare dell'Annunziata. W 1650 został mianowany głównym kamerdynerem księcia. Jego ostatnią misją był wyjazd we wrześniu 1666 do Mediolanu, gdzie w imieniu księcia złożył hołd cesarzowi Leopoldowi I.
Cieszył się również popularnością jako poeta (łacińsko-, włosko- i francuskojęzyczny), kompozytor, dramatopisarz i choreograf (np. Bachus triumfujący w Indiach z 1624). Zastępując wuja Ludovico, jako organizator przyjęć dworskich, prowadził intensywną działalność teatralną. Skomponował m.in. balet Gli siedliskori de' monti (fr. Le ballet des montagnerds), wystawiony w Paryżu 21 sierpnia 1631. Wśród jego kompozycji teatralnych znajdują się: La verità nemica delle apparenze sollevate dal tempo (1634), Il balletto degli alchimisti (1640), il Dono del Re dell'Alpi a Madama Reale (1645), Il Tabacco (1650), Gridelino o Ballet du Grisdelin (1653) i inne. Był autorem operetki Le Delitie, opublikowanej pośmiertnie w Turynie w 1672 pod pseudonimem Filindo the Constant.
Jego szczątki odnaleziono w 1989 podczas prac konserwatorskich w ogrodzie kościoła Santa Maria al Monte dei Cappuccini w Turynie.